# Mljet (opčina)
Mljet (italsky Meleda) je opčina v Chorvatsku v Dubrovnicko-neretvanské župě. Zahrnuje celý ostrov Mljet a také mnoho okolních ostrůvků, jako jsou Pomeštak, Glavat, Moračnik a Kobrava. V roce 2011 žilo v celé opčině 1 088 obyvatel. Správním střediskem opčiny i jejím největším sídlem je Babino Polje.
Opčina zahrnuje celkem 14 trvale obydlených vesnic, z nichž největší jsou Babino Polje, Goveđari, Sobra a Polače.
- Babino Polje – 270 obyvatel
- Blato – 39 obyvatel
- Goveđari – 151 obyvatel
- Korita – 46 obyvatel
- Kozarica – 28 obyvatel
- Maranovići – 43 obyvatel
- Okuklje – 31 obyvatel
- Polače – 113 obyvatel
- Pomena – 52 obyvatel
- Prožura – 40 obyvatel
- Prožurska Luka – 40 obyvatel
- Ropa – 37 obyvatel
- Saplunara – 67 obyvatel
- Sobra – 131 obyvatel

Opčinou prochází silnice D120.